# Alberto Recchia
Alberto Recchia (* 13. März 1935 in Rom; † 24. Mai 2017 in Frosinone) war ein italienischer Fußballspieler.

## Sportlicher Werdegang
Nach Stationen im unterklassigen Ligabereich debütierte Recchia 1959 für US Salernitana in der drittklassigen Serie C. Dort kassierte der Torhüter in 34 Ligaspielen 28 Gegentore und machte somit höherklassig auf sich aufmerksam. Nach nur einer Spielzeit wechselte er in die zweitklassige Serie B, wo er sich dem AC Parma anschloss. Nach 108 Zweitligaspielen in drei Jahren wechselte er 1963 in die Serie A, wo er eine Spielzeit bei Lazio Rom unter Vertrag stand. Dort war er jedoch hauptsächlich Ersatzspieler, nach zwei Erstligaspielen zog er innerhalb der höchsten italienischen Spielklasse zum FC Messina weiter. Mit dem Klub stieg er jedoch am Ende der Spielzeit 1964/65 in die Zweitklassigkeit ab.
Recchia verließ Messina nach dem Abstieg und schloss sich dem Drittligisten US Avellino 1912 an. Ab 1967 war er eine Spielzeit beim Ligakonkurrenten US Casertana aktiv, ehe er anschließend bei Frosinone Calcio reüssierte. Mit dem Viertligisten stieg er 1971 aus der Serie D auf, nach sieben Jahren und 196 Ligaspielen beendete er 1975 seine aktive Laufbahn beim Verein.
Über das weitere Leben Recchias, insbesondere abseits des Fußballplatzes,  ist derzeit wenig bekannt.

## Stationen
- 1959 bis 1960: US Salernitana
- 1960 bis 1963: AC Parma
- 1963 bis 1964: Lazio Rom
- 1964 bis 1965: FC Messina
- 1965 bis 1967: US Avellino 1912
- 1967 bis 1968: US Casertana
- 1968 bis 1975: Frosinone Calcio